# Todd Replogle
Todd Jason Replogle (1969) è un autore di videogiochi statunitense.
Creatore di alcuni titoli per MS-DOS distribuiti da Apogee Software, è conosciuto soprattutto per l'ideazione della serie Duke Nukem; ha preso parte anche alla lavorazione preliminare di Duke Nukem Forever. Attualmente è ritirato dall'attività.

## Videogiochi realizzati
- The Thor Trilogy
- Monuments of Mars
- Dark Ages
- Cosmo's Cosmic Adventure
- Duke Nukem
- Duke Nukem II
- Duke Nukem 3D